# Albert John Stevens
Albert John ("Jack") Stevens (Wednesfield, 6 juli 1885 - Tettenhall, 1956) was een Brits ondernemer en een van de oprichters van het naar hem vernoemde motorfietsmerk AJS. 

## Persoonlijk leven
Albert John was een zoon van Joseph Stevens sr. (1855-1941) en Sarah Ann Preston (1855-1907). Joseph sr. was begonnen als smid in Wednesfield, maar had zich gespecialieerd in de productie van persen. Joseph en Sarah kregen negen kinderen: Lucy (1875), Harry (1876), George (1878), Joseph jr. (1881), Lily (1884),  Albert John ("Jack") (1885), Ethel (1888), Daisy (1890) en William ("Billie") (1893).
Harry en Joseph jr. traden al jong bij hun vader's bedrijf J. Stevens Co. in dienst en toen hij oud genoeg was volgde ook Jack. Ze stonden allemaal ingeschreven als bankwerker. In 1907 trouwde Jack met Harriett Wood. Ze kregen twee dochters: Ruby (1908) en Marjorie Nellie (1912). In 1911 stond Jack bij de burgerlijke stand ingeschreven als motorfietsfabrikant. Het gezin woonde aan Rayleigh Road in Wolverhampton. In 1939 woonden Jack en Harriett in Lane Cottage aan Windmill Lane, Tettenhall. Jack stond toen ingeschreven als producent van boormachines. Hij stierf als laatste zoon van Joseph Stevens sr. in 1956.

## Stevens Motor Mfg. Co.
Aan het einde van de 19e eeuw werkten Harry en Joseph jr. als bankwerker in het bedrijf van hun vader. Harry was de technische man, die al verschillende machines voor vader's bedrijf had ontwikkeld. Aan het einde van de jaren negentig kocht Joseph sr. een Amerikaanse stationaire motor van het merk Mitchell. Dat trok de aandacht van Harry, vooral toen het motortje nogal onbetrouwbaar bleek te zijn. Harry verbeterde het en monteerde het in 1899 in een BSA-fietsframe. Hij bouwde uiteindelijk samen met broer Joseph jr. een eigen stationaire motor. Ze lieten de gietstukken bij een bedrijf in Derby maken en bouwden de motor in hun vrije tijd. Het werd een succes. Hoewel de carburateur van een oud mosterblikje was gemaakt, was de motor betrouwbaar en sterker dan de Mitchell-motor. Ze leverde 1¾ pk. Joseph besloot de motor te gaan verkopen aan de industrie in Wolverhampton en de vier broers Harry, George, Joe jr. en Jack richtten daarom in 1899 de Stevens Motor Manufacturing Company op. In 1903 bouwden de gebroeders Stevens hun voorlopig enige motorfiets. Zus Lily, 19 jaar oud, werd de eerste vrouwelijke motorrijder van Wolverhampton toen ze de machine door de straten reed. William Clarke van de firma Wearwell Cycle Works raakte geïnteresseerd. Hij had in Pountney Street zijn eigen bedrijf opgericht. Voor de Wearwell-fietsen werden door J. Stevens Co. al spaken, bouten en moeren geleverd. Clarke sloot een contract met de gebroeders Stevens voor de levering van een vast aantal inbouwmotoren per week. Zo ontstond het merk Wearwell-Stevens, maar ook Clyno en Sunbeam startten hun gemotoriseerde bestaan met inbouwmotoren van Harry Stevens. Hoewel de verkoop van de motoren van Stevens MMC aanvankelijk goed liep, zorgde een daling in de verkopen in 1905 voor financiële zorgen. Om de productie van bouten, moeren, klinknagels, draadeinden en andere producten veilig te stellen, richtte Joseph Stevens in 1906 de Stevens Screw Company Ltd. op. Daarvoor kocht hij een grote fabriek tussen Retreat Street en Penn Road. Schuin tegenover aan Retreat Street lag vanaf 1909 de fabriek van Stevens MMC. Joseph sr. werd er directeur en Lily en Daisy werkten er.

## A.J. Stevens & Co (AJS)
In 1909 bouwden Harry, Joseph jr., George en Jack het bedrijf Stevens Motor Mfg. Co. om tot A.J. Stevens & Co. (AJS). De naam van het merk kwam van Jack, de enige broer met twee Christelijke voornamen: Albert John Stevens. Na jarenlang alleen inbouwmotoren te hebben geleverd wilden ze nu onder eigen naam gaan deelnemen aan de TT van Man. Ze betrokken aanvankelijk een fabriek aan Retreat Street tegenover de Stevens Screw Company, maar verhuisden in 1917 naar het landgoed Graiseley Hill. In de jaren tien begonnen ze met de productie van lichte motorfietsen, de AJS Modellen A en B, maar ook met de zware AJS V-twins die vooral als zijspantrekker dienst deden. Omdat het voor het voortbestaan van het bedrijf nodig was om de productie te verhogen werd in 1914 A.J. Stevens & Company (1914) Limited opgericht, met een bedrijfskapitaal van 50.000 pond en met als directeuren George Stevens, Harry Stevens, Jack Stevens, Joe Stevens jr., E. E. Lamb (beurshandelaar), en E. L. Morcom (ingenieur). In de praktijk bleef Harry de technische man die de motorfietsen ontwikkelde, terwijl Joseph jr. als bedrijfsleider functioneerde. Een levering van 1100 motorfietsen aan het Russische leger en de productie van munitie zorgde ervoor dat hun bedrijf de Eerste Wereldoorlog overleefde. In de jaren twintig werd de lijn uitgebreid met 250-, 350- en 500cc-eencilinders, maar na de Beurskrach van 1929 ging het slecht en in 1930 besloten de aandeelhouders om het faillissement aan te vragen. Het merk AJS werd verkocht aan Matchless in Woolwich. De motorfietsproductie werd onmiddellijk overgebracht naar Londen. AJS maakte inmiddels ook auto's, waarvan de productie werd overgenomen door Crossley Motors, en radio's, die werden overgenomen door Symphony Gramophone and Radio Company Limited. AJS motorfietsen bestond onder de paraplu van Matchless nog tot de jaren zestig, maar zonder inmenging van de familie Stevens.

### Isle of Man TT
De gebroeders Stevens waren onder eigen merknaam motorfietsen gaan produceren, mede omdat ze wilden deelnemen aan de TT van Man. In 1911 gebeurde dat voor het eerst. De TT van 1911 werd voor het eerst verreden op de 60 km-lange Snaefell Mountain Course. Voorheen werd gereden op de 26 km-lange St John's Short Course, waarin nauwelijks beklimmingen zaten. De Mountain Course had die wel, waardoor het nodig was een of andere vorm van versnellingen te hebben. Dat was ook de reden dat men het AJS Model B had gebouwd, een 292,5cc-zijklepper met twee versnellingen. De machine viel in de 2¾pk-klasse. De machine werd ingezet in de Junior TT, maar was kennelijk niet opgewassen tegen de motorfietsen van Humber, Matchless, Forward, Royal Enfield, NSU, Douglas en Zenith. J. Corke werd met de AJS veertiende, Jack Stevens werd vijftiende. Het was de enige keer dat Jack aan de TT deelnam. Pas tijdens de TT van 1926 kwam er weer een Stevens-telg aan de start: Hanford Stevens, de zoon van George. Hij werd met een AJS Model G7 negentiende in de Junior TT en viel met een AJS Model G10 uit in de Senior TT na een botsing met W. Evans in Brandish Corner.

## Stevens Brothers Ltd.
De familie Stevens bezat een flink aantal fabrieken in Wolverhampton, maar na het faillissement van AJS was daar alleen nog de fabriek van de Stevens Screw Company aan Retreat Street van over. In mei 1932 begonnen ze daar Stevens Brothers (Wolverhampton) Limited. Samen met een aantal vrijwilligers ontwikkelden ze het "Stevens Light Commercial Vehicle", een driewielig bestelautootje met een watergekoelde 588cc-eencilinderzijklepmotor en een motorfiets-voorvork. De bestelwagentjes verkochten goed en al snel werd een fabrieksgebouw aan de overkant van de straat gehuurd om de productie op te voeren. Ze werden in series van zes gebouwd: steeds als er een serie was verkocht begon de productie van de volgende serie. In 1935 werd het voertuig verbeterd. De vraag begon te dalen omdat klanten kozen voor meer comfortabele vierwielige bestelvoertuigen. In 1936 werd de productie beëindigd. Waarschijnlijk zijn er ca. 500 exemplaren van het Stevens Light Commercial Vehicle gebouwd. In maart 1934 verschenen de eerste Stevens-motorfietsen, 250cc-modellen die in 1935 gevolgd werden door twee 350cc-modellen en een 500cc-model. Toen de dreiging van de Tweede Wereldoorlog begon realiseerden de broers zich dat een klein merk als Stevens Brothers geen motorfiets-opdrachten van het War Department zou krijgen en ze beëindigden de productie. De laatste twee machines werden speciaal gebouwd voor Alec, een zoon van Joseph jr., en Jim, een zoon van William. In November 1938 adverteerde Stevens Brothers met licht engineering werk, machineonderdelen, montage, draad en buisproductie, laswerk en licht perswerk. William (little Billie) nam de leiding van de Stevens Screw Company over van zijn vader, terwijl zijn zoon Jim na zijn schooltijd bij Stevens Brothers ging werken. Tijdens de Tweede Wereldoorlog maakte Stevens Brothers onderdelen voor vliegtuigfabrikanten als Bristol, AVRO en Handley Page. Ze waren de enige producent van de diepte-afstelling van de torpedo's van de Fairey Swordfish-torpedobommenwerpers.

## Ajax inbouwmotoren
Vanaf 1934 leverden de gebroeders Stevens ook 250-, 350- en 500cc-kopklepmotoren als inbouwmotor voor merken als AJW en OK Supreme. Dat deden ze onder de merknaam "Ajax".

## Wolverhampton Auto-Machinists Limited
Stevens Brothers Ltd. kon geen vijf directeuren onderhouden. Daarom verlieten Joseph jr. en Jack het bedrijf in 1934 om Wolverhampton Auto-Machinists Limited te starten. Dit bedrijf maakte precisie-boormachines (Jig-borers) en jigs, mallen om te bewerken onderdelen op een exacte plaats te zetten en bankschroeven.

## Einde bedrijf
In de jaren vijftig (waarschijnlijk 1956) besloot Jim Stevens, de zoon van William, het bedrijf te verkopen. Zijn vader en ooms waren inmiddels overleden en hij wilde het geld gebruiken om te inversteren in de Stevens Screw Company. Stevens Brothers en Wolverhampton Auto-Machinists werden overgenomen door Leo Davenport. Diens vader Tom had al voor AJS in de Graiseley Hill-fabriek gewerkt, maar Leo zelf was ook geen onbekende. Als motorcoureur voor AJS was hij in 1929 Europees kampioen in de 350cc-klasse geworden. Davenport zette Stephens Brothers met succes voort, onder meer door opdrachten van de Stevens Screw Company. In 1992 sloten Stevens Brothers en Wolverhampton Auto-Machinists definitief de poorten.

## Afbeeldingen

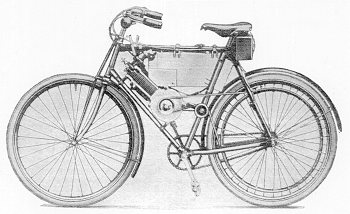
De eerste stapjes op motorfietsgebied van Harry Stevens: een Mitchell-industrieblokje in een BSA-fietsframe, gebouwd in 1899.
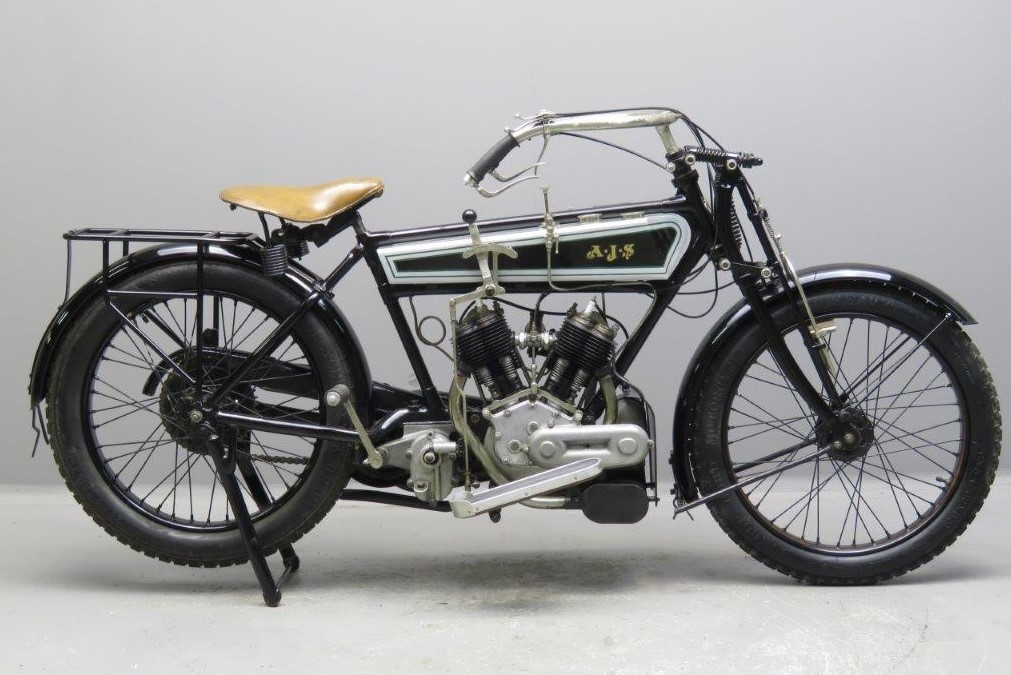
AJS Model A 550cc-V-twin uit 1916.
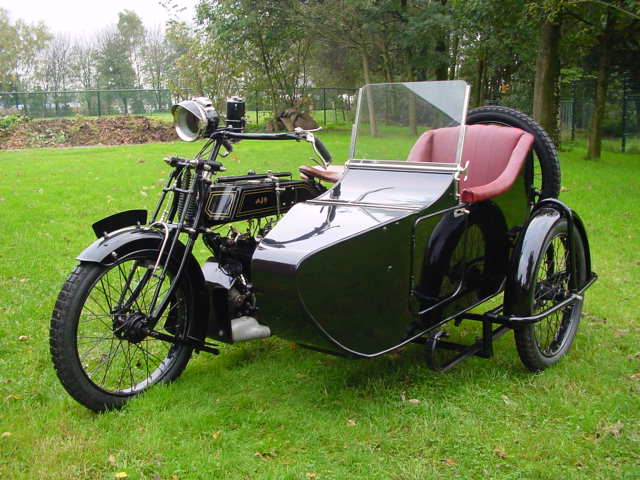
Door de overname van Hayward kon AJS een groot scala aan zijspannen leveren.
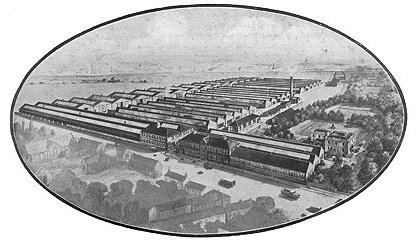
De Graiseley Hill Works in 1922

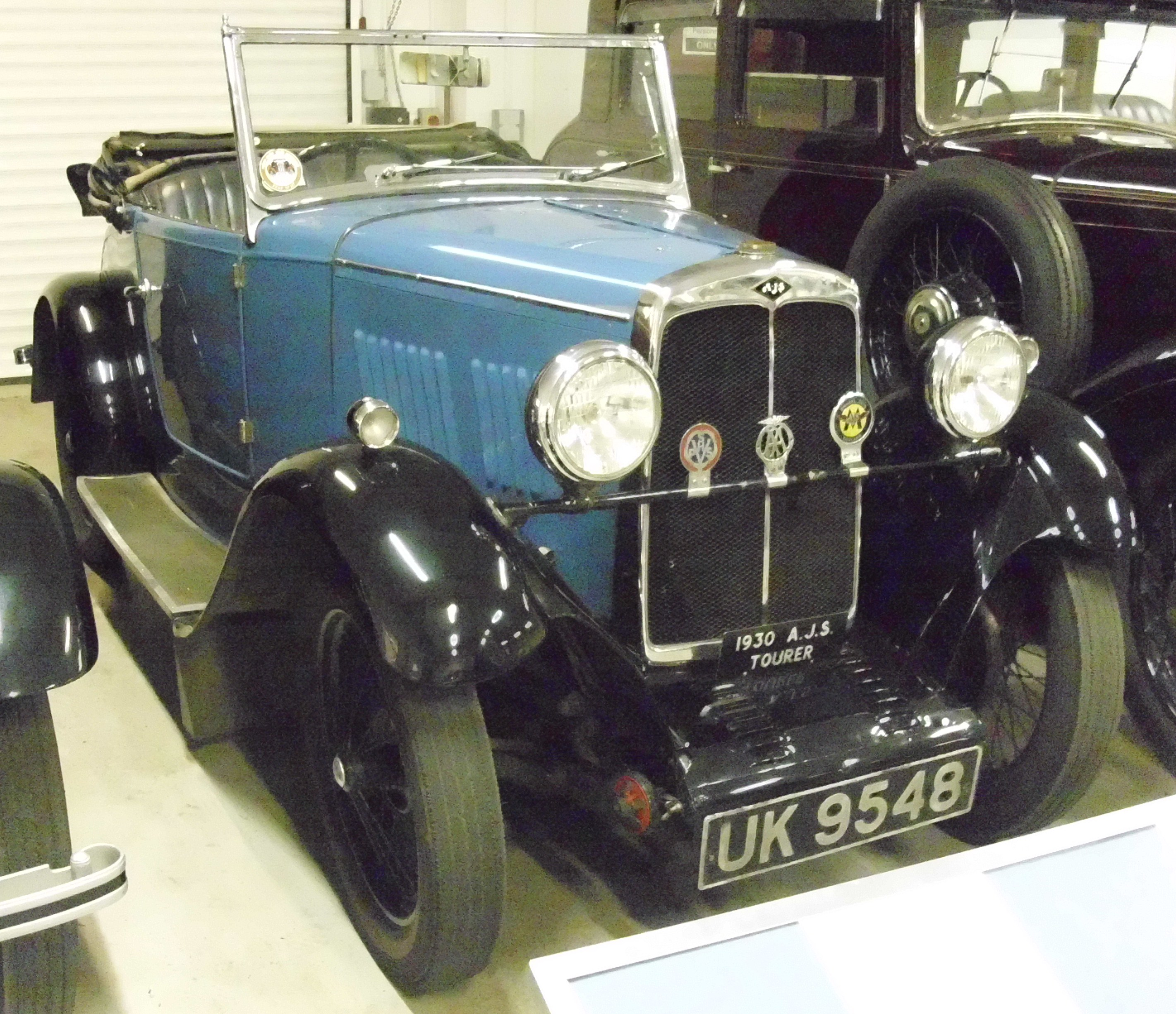
De AJS 9-auto kwam nooit van de grond.
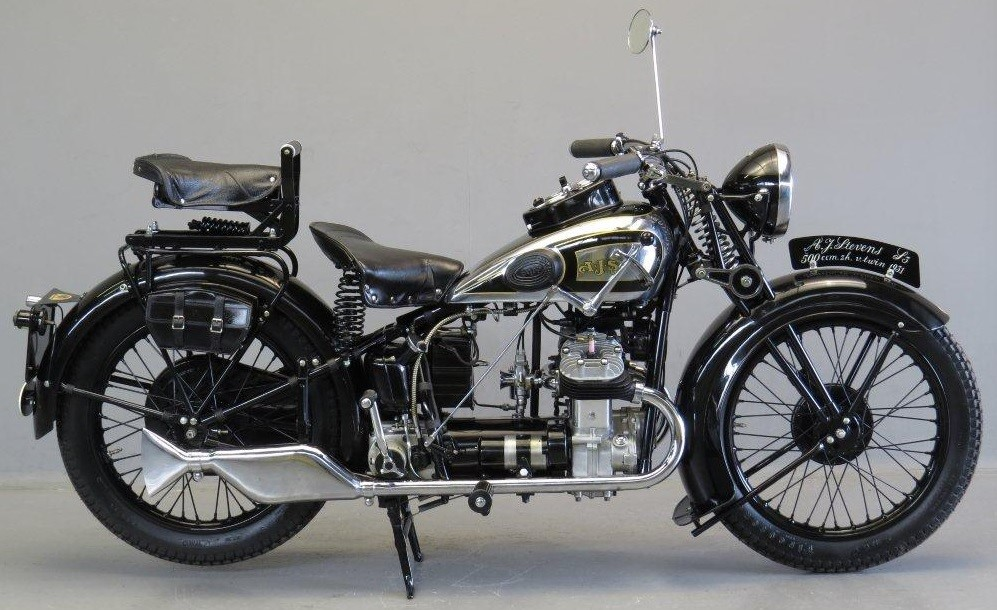
Het AJS Model S3 was het laatste dat AJS ontwikkelde. Juist in de crisistijd (1930) was de machine veel te duur.
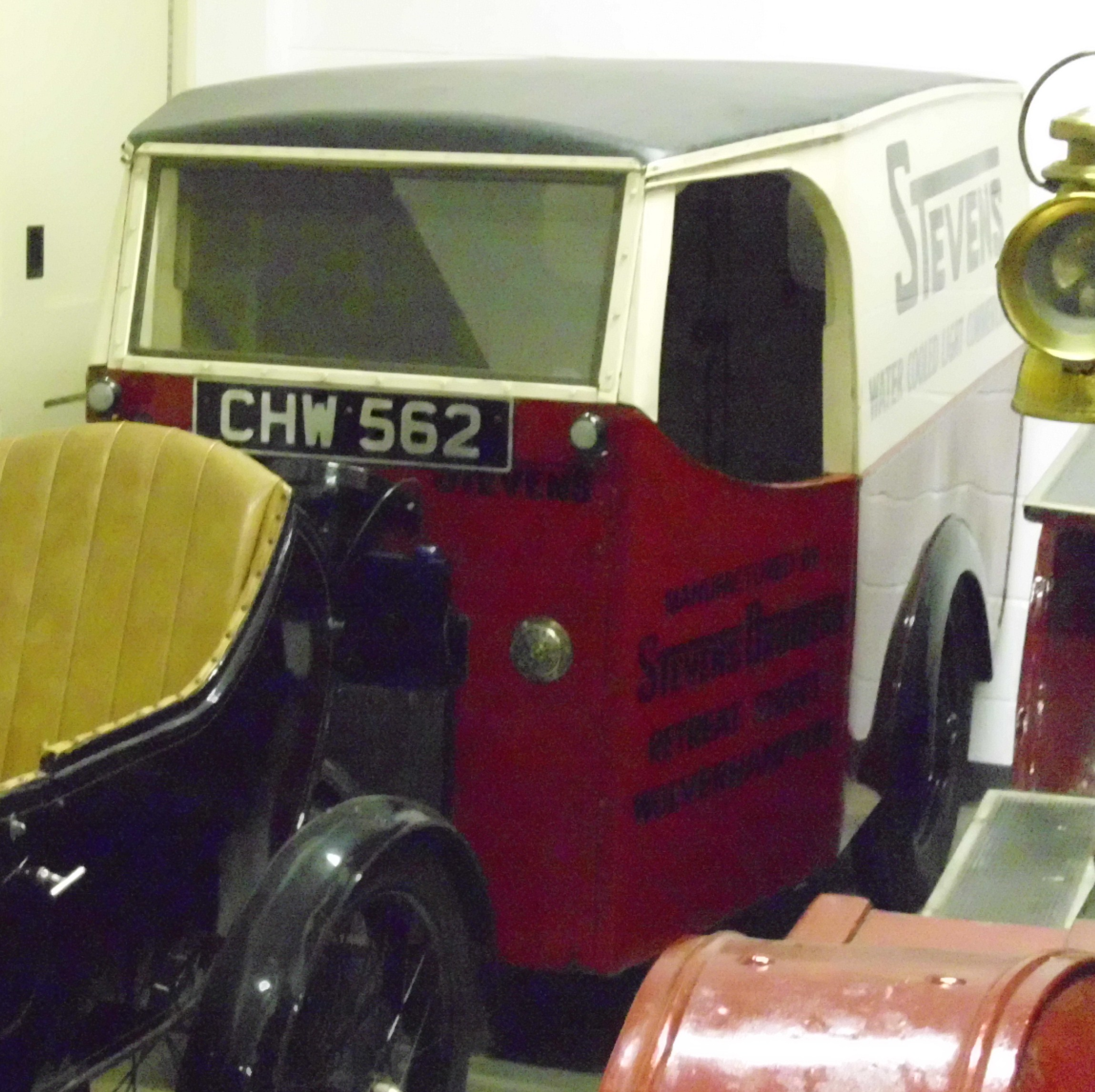
Stevens Light Commercial Vehicle uit 1936
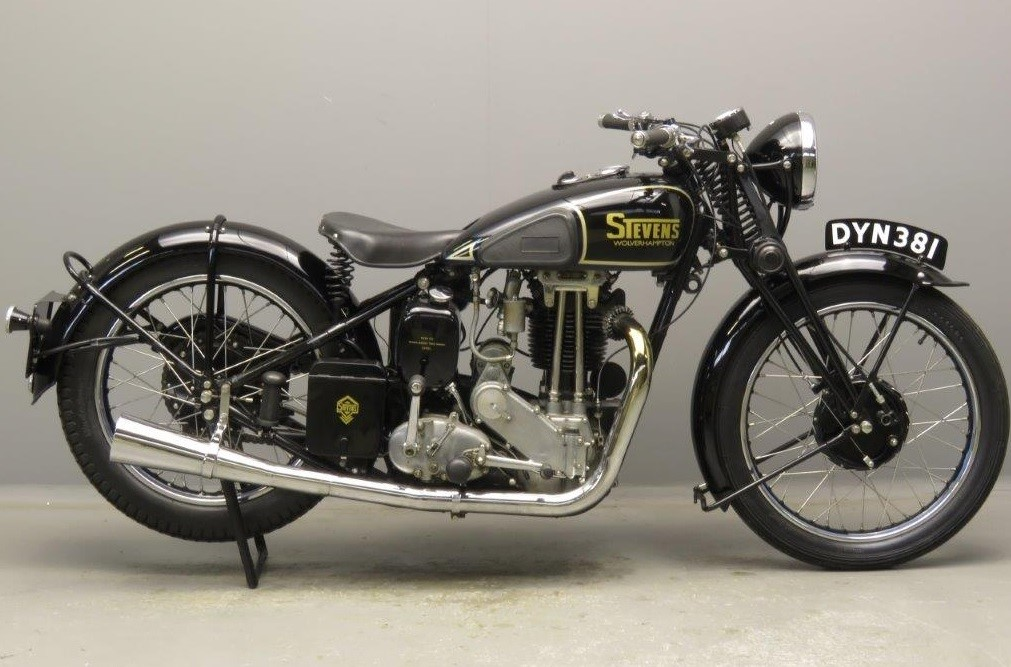
Stevens Model L.P.5 uit 1937.